# Río Kurinwas
Río Kurinwas är en 160 kilometer lång flod i Nicaragua. Den har sin källa vid berget Cerro Las Minitas i kommunen Paiwas, Chontales, i centrala Nicaragua. Floden rinner från väster till öster och mynnar ut i Pärllagunen och sedan i Karibiska havet. Flodens avrinningsområde är 4 634 km2. Då det finns mycket få vägar i området är floden en viktigt transportled.